# Hervey Allen Study
El Hervey Allen Study  es un sitio histórico ubicado en South Miami, Florida. El Hervey Allen Study se encuentra inscrito  en el Registro Nacional de Lugares Históricos desde el 7 de mayo de 1974.  Weber & Lewis, Jesse Securities Corp. diseñó el Hervey Allen Study.

## Ubicación
El Hervey Allen Study se encuentra dentro del condado de Miami-Dade en las coordenadas 25°41′47″N 80°16′36″O / 25.696389, -80.276667.